# David Douillet
David Douillet (Rouen, França 1969) és un judoka francès, ja retirat, guanyador de tres medalles olímpiques. Actualment exerceix de diputat a l'Assemblea Nacional Francesa.

## Biografia
Va néixer el 17 de febrer de 1969 a la ciutat de Rouen, població situada a la regió de l'Alta Normandia i al departament del Sena Marítim, si bé de ben petit residí a la població de Neufchâtel-en-Bray.

## Carrera esportiva
Va participar, als 23 anys, en els Jocs Olímpics d'Estiu de 1992 celebrats a Barcelona (Catalunya), on va aconseguir guanyar la medalla de bronze en la competició masculina de pes pesant (+95 kg.). En els Jocs Olímpics d'Estiu de 1996 realitzats a Atlanta (Estats Units) aconseguí guanyar la medalla d'or en guanyar la final a l'espanyol Ernesto Pérez. En els Jocs Olímpics d'Estiu de 2000 realitzats a Sydney (Austràlia) aconseguí revalidar el seu títol olímpic.
Al llarg de la seva carrera ha guanyat quatre medalles en el Campionat del Món de judo, totes elles d'or; quatre medalles en el Campionat d'Europa, una d'elles d'or; i una medalla als Jocs del Mediterrani.

## Carrera política
Membre de la Unió per a un Moviment Popular (UMP), en les eleccions legislatives franceses d'octubre de 2009 fou escollit diputat a l'Assemblea Nacional Francesa per la circumscripció d'Yvelines.